# Magnus Agricola
Magnus Agricola (* um 1556 in Holzheim; † 28. oder 29. September 1605 in Neuburg an der Donau) war ein deutscher evangelisch-lutherischer Theologe. 1601 war er bei dem Regensburger Religionsgespräch maßgeblich beteiligt.

## Leben
Magnus Agricola verbrachte seine Kindheit in der Nähe von Ulm. Er war ein Neffe von Peter Agricola, einem Magister und Humanisten der Renaissance, dem er auch seine wissenschaftliche Bildung zu verdanken hatte.
Sein Großvater Magnus Agricola war Gastwirt und Richter zu Holzheim und ehemaliger Student zu Ingolstadt. Er hatte in Rom bei einem Kardinal und Anhänger des Benediktiner-Ordens (Jean de Bilheres de Lagraulas) gewohnt, da er ursprünglich in das Kloster Elchingen eintreten wollte. Durch den Nepotismus am Heiligen Stuhl durch Papst Alexander VI. und wegen des Kriegsverhaltens des späteren Papstes Julius II. nahm er jedoch am Krieg in Italien teil. Agricolas Großvater kämpfte in den Jahren von 1494 bis 1497 unter König Karl VIII. von Frankreich bei den königlichen Truppen, bevor er nach Deutschland zurückkehrte. Dort studierte er die Schriften von Martin Luther.
Magnus Agricola studierte ab 1566 am Gymnasium Illustre von Lauingen, wo sein Onkel Rektor war, bevor er fürstlicher Rat und Staatsminister der Herzöge von Zweibrücken und Pfalz-Neuburg wurde. Auf Empfehlung seines Onkels konnte er durch finanzielle Unterstützung des Herzogs Philipp Ludwig, Pfalzgraf von Neuburg, 1576 für weiteren Studien zur Universität Tübingen nach Württemberg gehen. Dort wurde  er am 5. Januar 1576 als Magnus Agricola Holtzensis immatrikuliert und studierte bis 1582. Seine Studien schloss er als Baccalaureus am 27. März 1577 und als Magister am 30. Juli 1578 ab. 
Von 1582 bis 1583 war er Diaconus an St. Peter in Neuburg, von 1583 bis 1599 Pfarrer in der Frauenkirche zu Neuburg, von 1599 bis 1603 Hofdiaconus zu Neuburg und von 1603 bis zu seinem Tod Pfarrer und Superintendent. 
Agricola nahm an den Religionsgesprächen in Neuburg 1593 (Lutheraner gegen Calvinisten) und in Regensburg 1601 (Lutheraner gegen Katholiken) als Theologe des Herzogs von Neuburg teil.
Magnus Agricola ist Verfasser mehrerer Werke. Das bekannteste Von der Katholischen Christlichen Lehre Augsburgischer Konfession, und dem Unkatholischen Heydensüchtigen Papstum wurde 1599 und erneut 1602 veröffentlicht.
Er arbeitete von 1602 bis 1605 bis zum Ende seines Lebens am Bau der neuen Kirche (Frauenkirche) von Neuburg. In der Nacht vom 28. auf den 29. September 1605  starb er an einem Schlaganfall. Beim Begräbnis sagte Jacob Heilbrunner, Hofprediger von Pfalz-Neuburg, dass Magnus Agricola bei allen seinen Kollegen, Superintendenten, Pfarrern, Lehrern des Fürstentums, sowie bei seinen Gemeindemitglieder als sehr aktiver ehrlicher, fleißiger Mann bekannt war.

### Familie
Agricola war seit dem 10. Januar 1586 verheiratet mit Anna Maria Motz, der Tochter des fürstlichen Oberzöllners von Pfalz-Neuburg. Sie gehörte zur Familie des Dietrich (Theodor) Hess, fürstl. Rat des Herzogs von Neuburg und Botschafter in Dänemark, Norddeutschland und London, der auch viele Jahre permanent Botschafter in Paris war. 
Agricolas Sohn, ein Magister der Universität Wittenberg, und sein Enkel, ehemaliger Student an den Universitäten Tübingen, Straßburg und Wittenberg, wurden ebenfalls lutherische Pfarrer, ebenso wie Johannes Münderlein, der Ehemann seiner Tochter, der letzte lutherische Superintendent zu Neuburg (1617) und dann Superintendent von Regensburg.

## Werke
- Propositiones de Creation. Disputationis gratia propositae in Collegio Lauingano, 2. Decemb. Anno 1575. Praeside M. PHILIPPO HAILBRUNNERO, Theologiae professore : Respondente vero MAGNO AGRICOLA Holtzensi. Lauingen : Philippus ULHARDUS, 1575. 16 p. (ex. Studienb. Dillingen, BSB München)
- Disputatio, DE SCRIPTURAE SACROSANCTAE INTERPRETATIONE. Sancta et individuae Triadis auspicio, Authore & Praeside, JACOBO HEERBRANDO DOCTORE ET PROFESSORE S.S. Theologiae in inclyta Tubingensi Academia, Rectorea Magnifico, Praeceptore suo omniobservantia colendo. M. Magnus Agricola Holtzensis, Febru 3 in Aula nova, hora septima, exercitis causa, pro virili respondebit. Tübingen : Alexander HOGGIUM, 1582. 28 p. (ex. Ratsbibliothek Weißenburg)
- Christliche Leichpredig, Uber der Begräbnuß, Weilund deß Ehrnvesten Hochgelerten Herren Johann Frölichs von Laugingen, der Rechten Doctorn unnd fürstlichen Pfalzgràvischen Raths zu Neuburg an der Donaw so der orten, den 17. Aprilis, dises lauffenden Jars, seligklich inn Christo verschieden : Gehalten den 19. Aprilis / Durch M. Magnum Agricolam, Pfarrern bey vnser Frawen daselbsten. Lauingen : Leonhardt REINMICHEL, 1594. 28 p. (ex. Bibl. St. Mang. Kempten, Eichstätt)
- Christliche Leichpredig, Uber der Begräbnuß, Weilund deß Ehrenvesten Herrn Pauli Rabus von Memmingen, Fürstlichen Pfaltzgrävischen Lehenprobsts, Secretarien unnd Registratorn zu Neuburg an der Donaw : Gehalten den 4. Octobris, Anno 1594. Durch M. Magnum Agricolam, Pfarrern zu unser Frawen daselbst. Lauingen : Leonhard REINMICHEL, 1594. 19 p. (ex. SB Augsburg et StB Nördlingen)
- Von der Catholischen Christlichen Lehre Augspurgischer Confession, Vnd dem Vncatholischen Heydensüchtigen Pabstumb : Wider die Päbstlische Bezüchtigung, Das durch die Freystellung Augspurgischer Confession ein Vncatholische, newe, ärgerliche Confusion in der Christlichen Kirchen geduldet oder freygestellet, und dadurch zur gänzlichen Verwirrung der Christenheit und Wiedereinführung eines barbarischen Heidenthums und Egyptischen Finsterniss Ursach gegeben werden, Lauingen, Leonhardt REINMICHEL, 1599. 302 p. (ex. BNU Strasbourg, SB Augsburg, Studienb. Dillingen, FB Gotha, BSB München, Staatl. B. Regensburg, LB Stuttgart, HAB Wolfenbüttel)
- Narratio Historica de Vita et Obitu M. Petri Agricolae, Consiliarii Palatini Neuburgici, ac Bipontini, Conscripta à M. Magno Agricola, Pastore gregis Dominici ad B.Mariam Virginem, Neuburgi. IN : Oratio In Obitvm Clarissimi, Atqve Omni Liberali Scientia politissimi viri, ... Petri Agricolae, quondam ... Philippi Lvdovici , & D. Ioannis, Com. Palatinorum Rheni, & Boiariae Ducum, fratrum Praeceptoris, & postea Consiliarij : Habita In Schola Palatinâ Lauinganâ / à S. Ostermanno, I. V. Doctore, eiusdem scholae Rectore. Lauingen : Vve Leonhard REINMICHEL, 1600. 63f. (Studienb. Dillingen, UB Heidelberg, Staatl. B. Neuburg/Donau (verlust), Staatl. B. Regensburg)
- Gründlicher Beweis/ das es nicht war sey/ Das durch die Augspurgische Confession zu widereinführung eines Barbarischen Heydenthum[m]s ursach geben werde. Und Gegensatz/ Das zu solcher einführung viel mehr das widerwertige Papstumb ursach und anleytung gebe : Wider Das Päpstische und diß Jahr abermal getruckte Buch von der Autonomia, darinn der Christlichen Lehre Augspurgischer Confession gedachtes Heydenthum[m] zugemessen wirdt / Durch M. Magnum Agricolam, Pfarrherrn zu Newburg an der Thonaw. Lauingen : Jacob WINTER, in Verlegung Sebastian MÜLLERS, 1602. 301p. (ex. UB Halle, LB Stuttgart, BU Wrocław)